# (6325) 1991 EA1
(6325) 1991 EA1 es un asteroide perteneciente al cinturón de asteroides, región del sistema solar que se encuentra entre las órbitas de Marte y Júpiter, más concretamente a la familia de Chloris, descubierto el 14 de marzo de 1991 por Masaru Arai y el astrónomo Hiroshi Mori desde el Yorii Observatory, Yorii Japón.

## Designación y nombre
Designado provisionalmente como 1991 EA1. 

## Características orbitales
1991 EA1 está situado a una distancia media del Sol de 2,737 ua, pudiendo alejarse hasta 3,285 ua y acercarse hasta 2,188 ua. Su excentricidad es 0,200 y la inclinación orbital 9,998 grados. Emplea 1654,11 días en completar una órbita alrededor del Sol.

## Características físicas
La magnitud absoluta de 1991 EA1 es 13,1. Tiene 12,143 km de diámetro y su albedo se estima en 0,069. 